# Гольдин, Матвей Иосифович
Матвей Иосифович Гольдин (20 марта 1897, Рославль, Смоленская губерния — 12 апреля 1977, Москва) — советский футболист и хоккеист, футбольный и хоккейный организатор, тренер.

## Биография
В футболе играл за московские команды «Мамонтовка» (1920), СКЗ (1921—1922), «Яхт-клуб райкомвода» / ПКМСФК (1923—1925). В хоккей с мячом — за «Клуб спорта „Замоскворечье“» (1921/22), «Яхт-клуб райкомвода» (1922—1924), «Центральный клуб физической культуры» (1925—1926). Капитан и играющий тренер команд «Динамо» Москва (1926—1928), «Трудкоммуна имени Г. Г. Ягоды — Динамо» Болшево (1929—1938). Чемпион Москвы (1925, ЦКФК). Серебряный призёр чемпионата СССР (1936 года, «Динамо» Болшево).
В мае 1928 года Центральным советом «Динамо» Гольдин был направлен в Болшевскую трудкоммуну для организации спортивной работы с беспризорниками и считается родоначальником спортивного движения в городе Королёве. За 10 лет, до ликвидации трудкомунны, подготовил множество команд по футболу и хоккею с мячом. Среди воспитанников — Василий Трофимов, Виктор Осминкин, Юрий Воинов.
В 1938 году был назначен главным инженером Центрального стадиона «Динамо» Москва. Позже в течение почти 20 лет работал главным технологом Большой спортивной арены Центрального стадиона имени Владимира Ленина.
Старший тренер московских футбольных клубов «Крылья Советов» (1939—1940, 1942—1944), Профсоюзы-1 (1941), ВВС (1948, с июня; июнь 1949—1950).